# Église Saint-Gilles de Saint-Gilles
L'église Saint-Gilles (en néerlandais : Sint-Gilliskerk) est un édifice religieux catholique sis sur le territoire de la commune bruxelloise de Saint-Gilles (Belgique) Construite en style éclectique en 1868 elle est - successivement - le troisième lieu de culte de la communauté paroissiale catholique.  

## Histoire
À l'origine, le hameau d'Obbrussel (ancien nom du hameau de Saint-Gilles) faisait partie de la paroisse de Forest. En 1216, Henri Ier, duc de Brabant et de Lotharingie, fait du hameau une nouvelle paroisse et l'autorise à édifier sa propre église consacrée à Saint Gilles l'Ermite. Le village d'Obbrussel s'est ensuite développé autour de cette église et de son cimetière. Elle est détruite en 1578 par les habitants pour éviter qu'elle ne soit utilisée par les troupes espagnoles qui assiègent Bruxelles.
En 1595 débutent les travaux de construction d'une nouvelle église à l'emplacement de la première. Son chœur est consacré en 1600, mais les travaux ne sont terminés qu'en 1756 avec la couverture de la nef. Elle a connu quelques dommages lors des graves bombardements de Bruxelles en 1695. Lorsque restaurée, elle est également agrandie. En 1823 elle est dotée d'une nouvelle tour.
Seconde moitié du XIXe siècle, le faubourg de Saint-Gilles connaît une forte croissance démographique liée à l'expansion de Bruxelles hors de ses murs, ce qui contraint les autorités à démolir l'église en 1868 afin d'en construire une nouvelle plus vaste. La réalisation des plans de ce nouvel édifice est confiée à l'urbaniste Victor Besme qui modifie son implantation en orientant le chœur vers l'ouest et en le rapprochant de la rue du Fort. Les travaux débutent en 1868, mais sont interrompus en 1867 à cause d'un différend entre l'architecte et le conseil de la fabrique d'Église. Ils reprennent en 1875 et s'achèvent en 1878. L'édifice est consacré solennellement le 12 avril 1880.

## Style et architecture

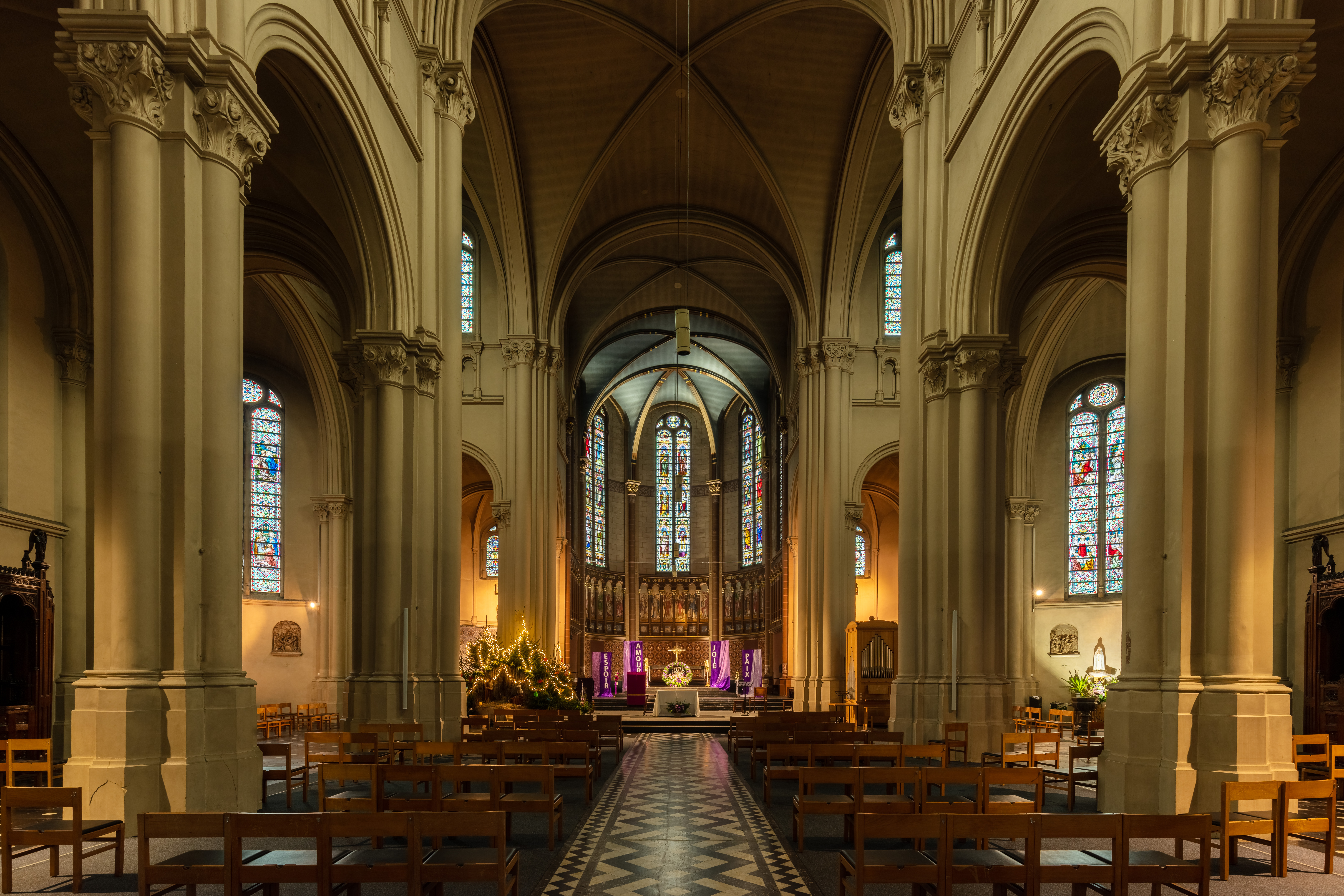
Intérieur de l'église Saint-Gilles en décembre 2021.

L'église Saint-Gilles est un édifice de style éclectique, un style en vogue au XIXe siècle. On y retrouve essentiellement des formes inspirées de l'art roman avec de temps à autre des éléments inspirés du style gothique. 
Le plan basilical de l'église se compose d'un clocher-porche flanqué de deux chapelles latérales, suivi d'un vaisseau de quatre travées, divisé en trois nefs. Le transept est marqué par des bras assez courts en abside. Le chœur compte deux travées, la dernière terminée en abside flanquée de deux chapelles latérales en absidiole.
Les différentes parties du bâtiment culminent à des hauteurs différentes : la nef centrale, le transept et l'abside du chœur sont de même hauteur et comptent un niveau de plus que les autres parties du bâtiment telles que les nefs latérales, les absides terminant le transept et les chapelles latérales du chœur en absidiole.

## Vitraux
En 1879, le chœur de l'église fut doté de vitraux. Le vitrail central du fond de l'abside représente, à gauche, saint Gilles, sainte Barbe et saint François de Sales; à droite, saint Joseph, sainte Élisabeth et saint Jean-Baptiste. Il s'agit des saints patrons de différents membres de la famille Berckmans qui fut la généreuse donatrice des vitraux. Deux vitraux de l'abside, offerts par cette même famille, représentent les douze apôtres.

## Galerie

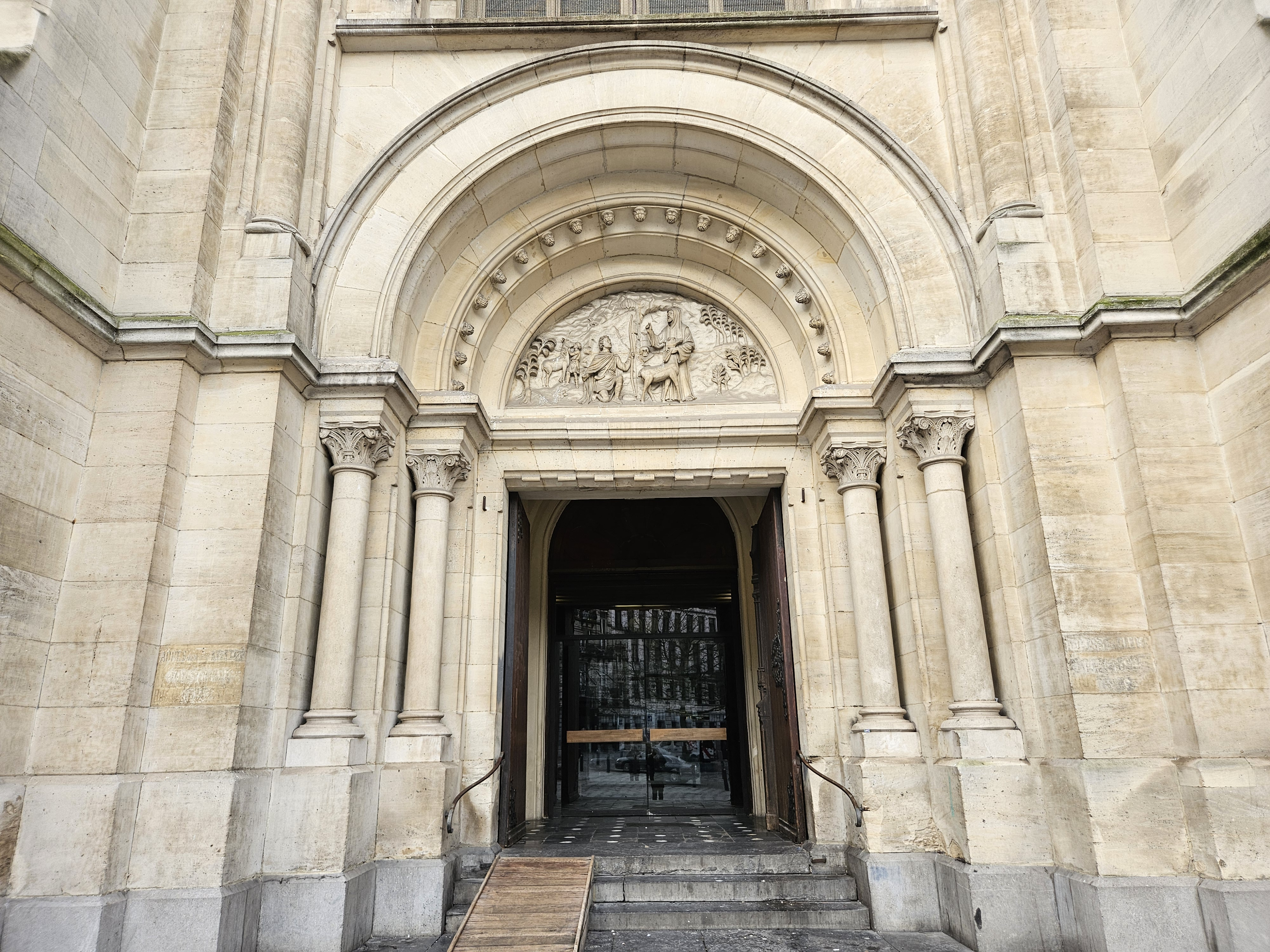
Entrée de l'église
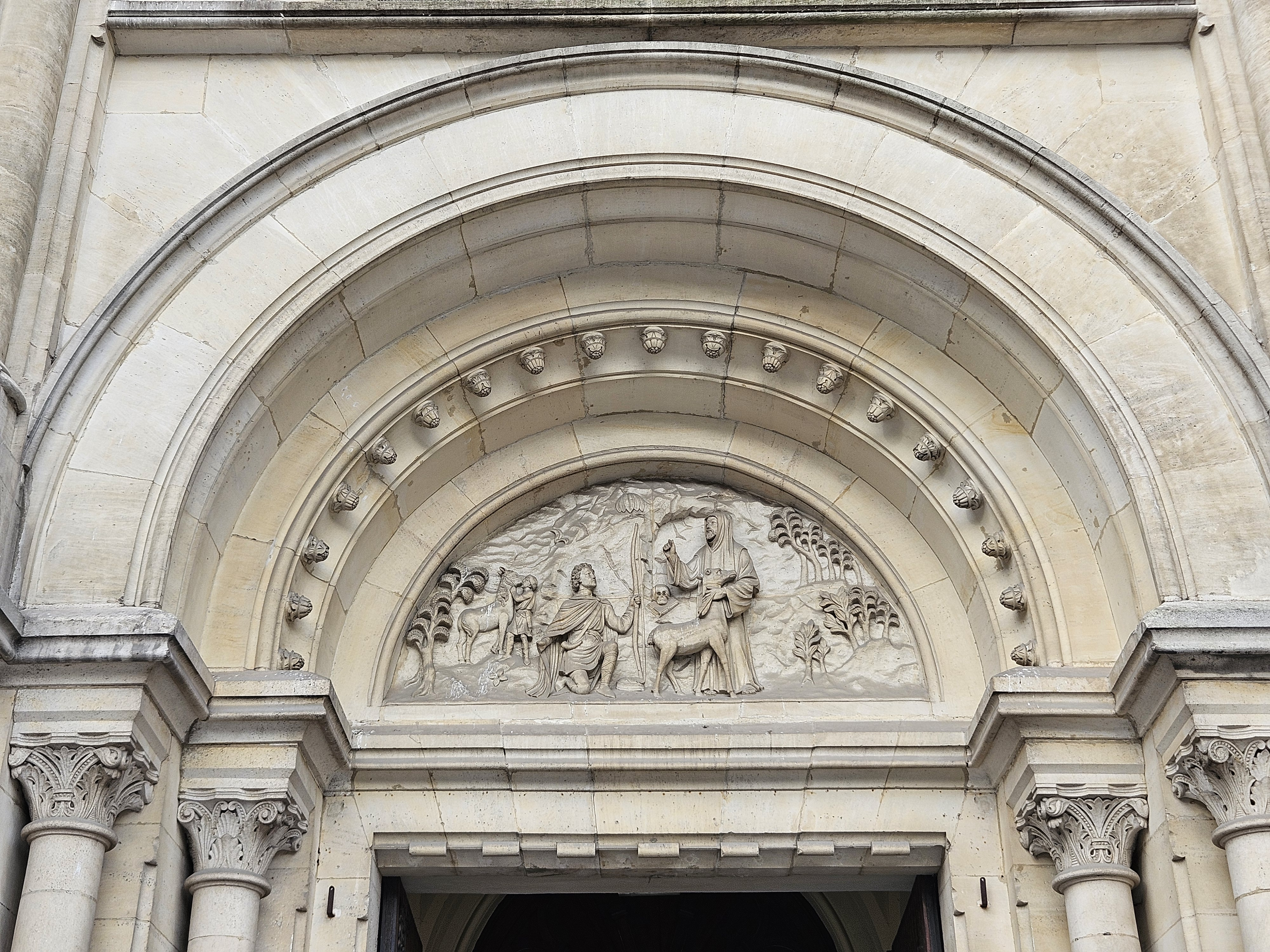
Tympan
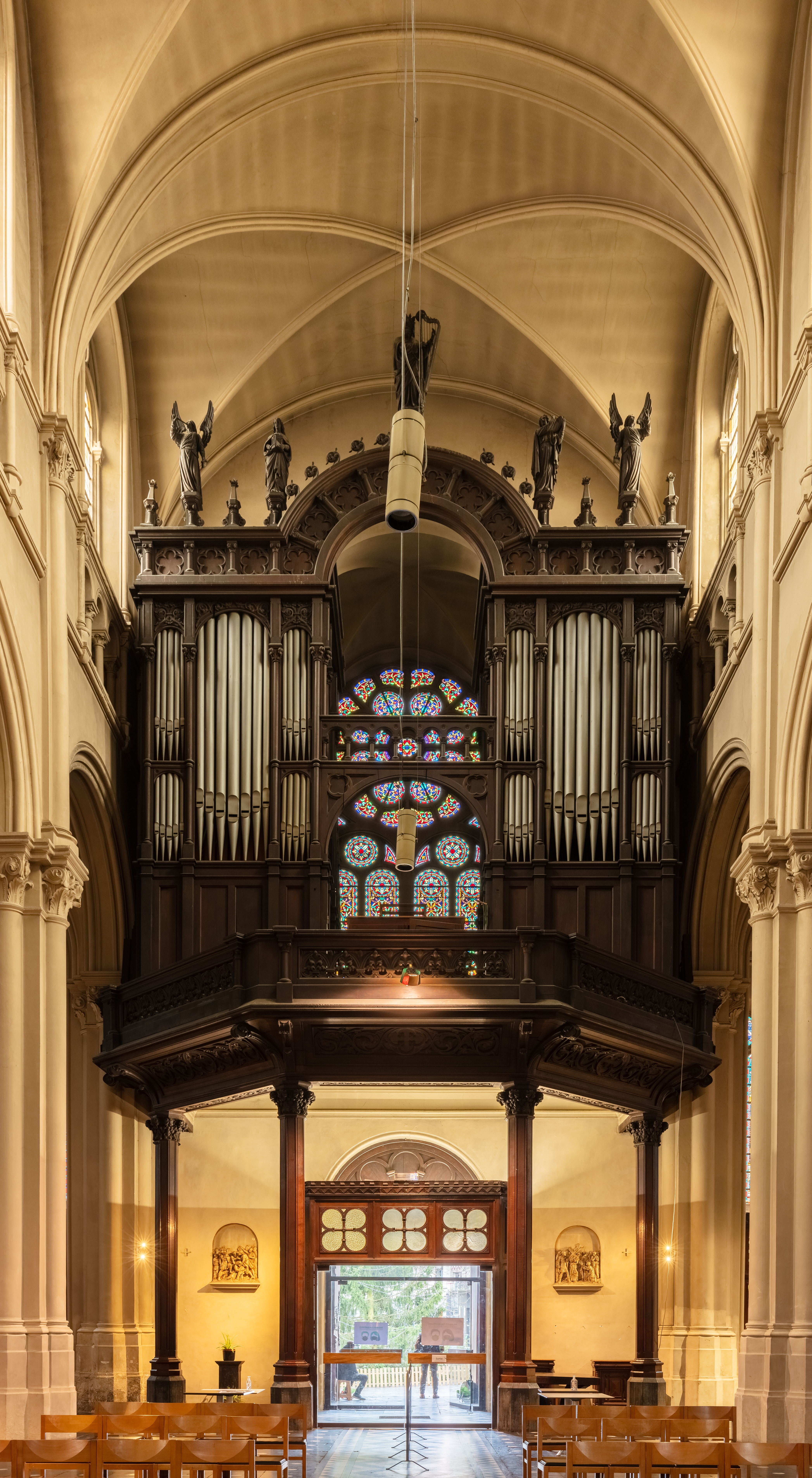
Orgue
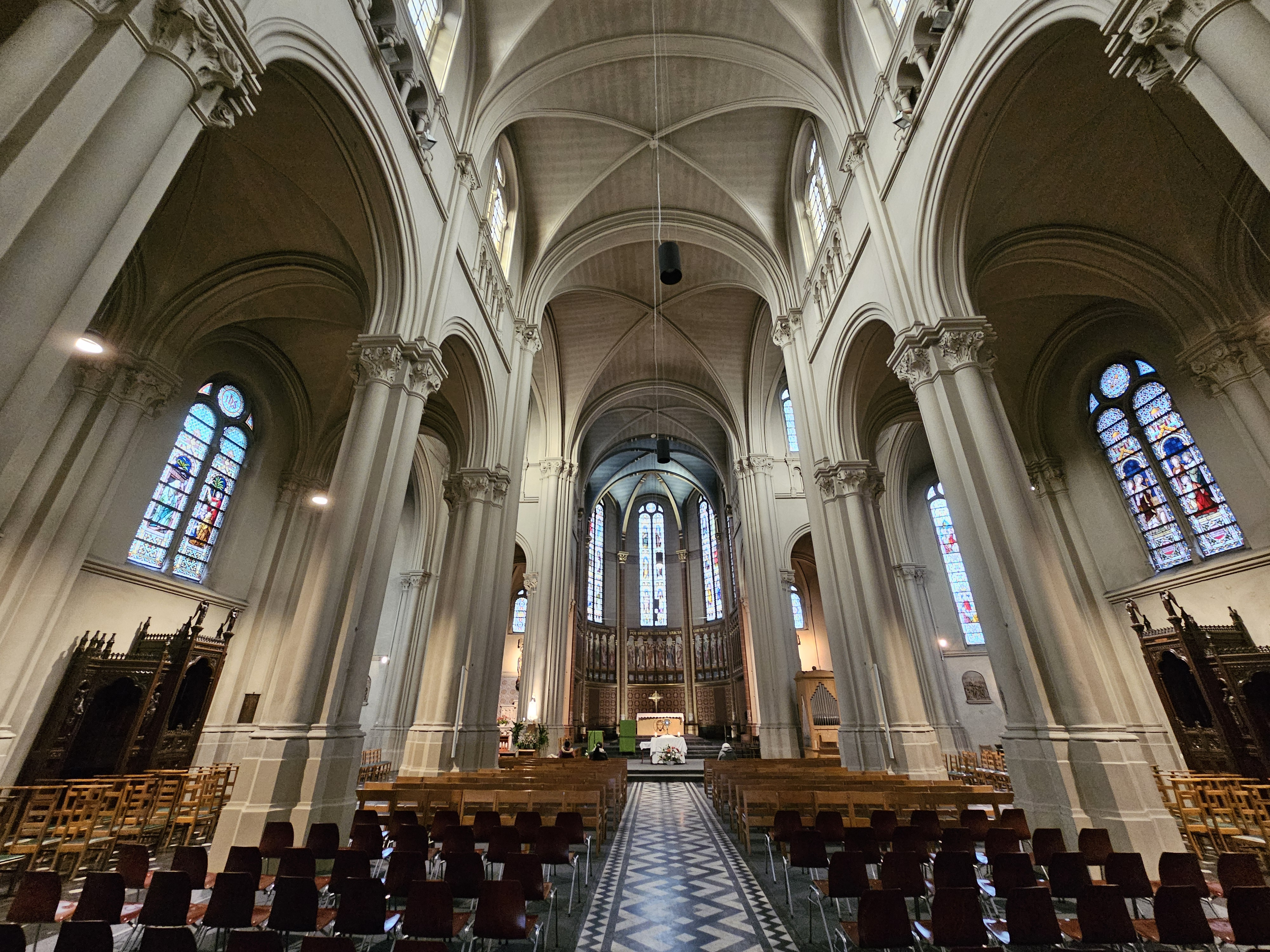
Intérieur de l'église
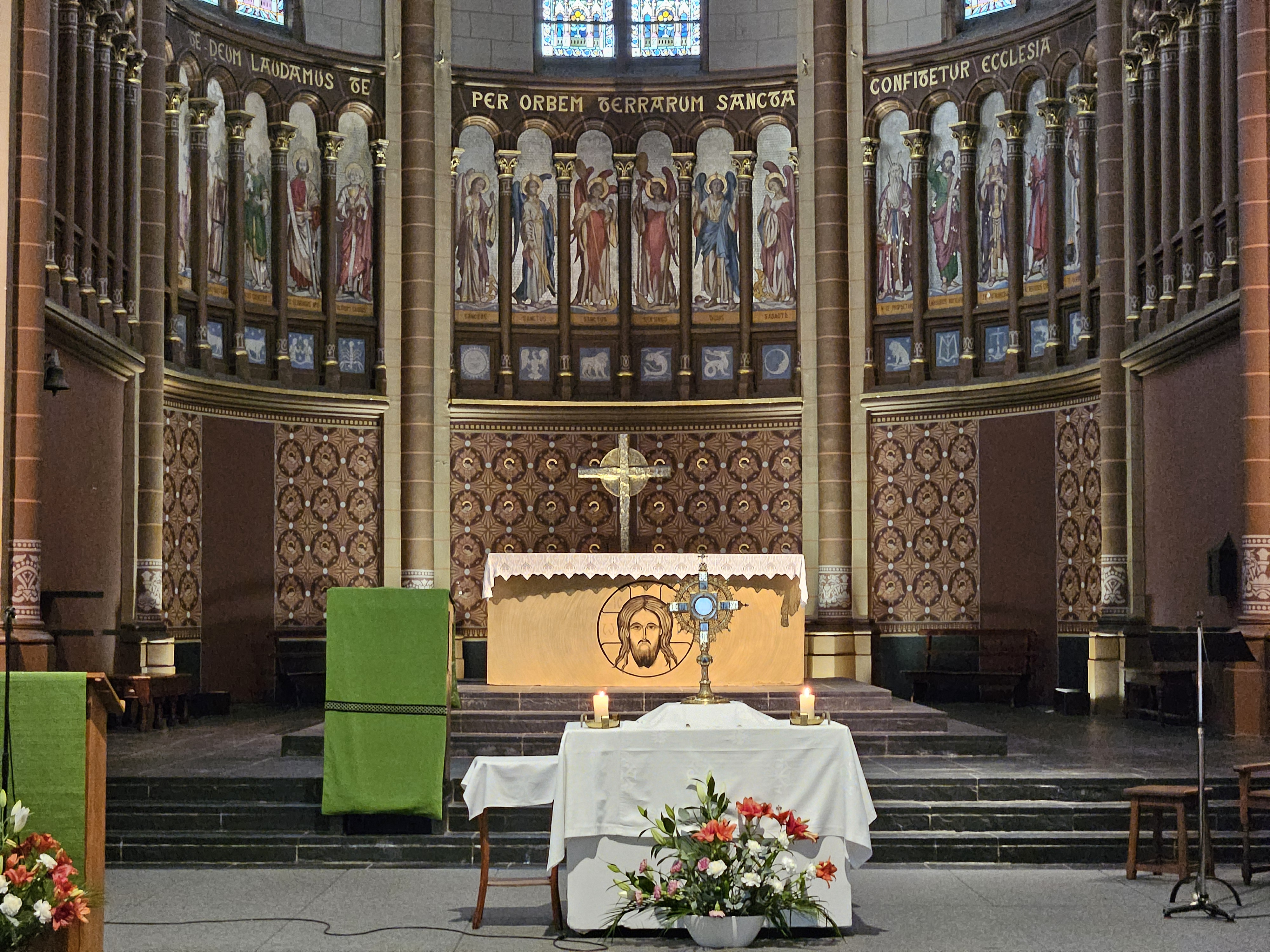
Maître-autel de l'église

## Accessibilité
Ce site est desservi par la station de prémétro Parvis de Saint-Gilles.

## Sources
- http://www.irismonument.be/fr.Saint-Gilles.Parvis_Saint-Gilles.A001.html